# Knut R. Stanler
Knut Ragnar Stanler, född den 27 juli 1882 i Möllekulla i Urshults församling, Kronobergs län, död den 27 juni 1967 i Gäddeviksås i Tingsås församling, samma län, var en svensk officer och företagsledare.

## Biografi
Stanler avlade mogenhetsexamen 1902 och officersexamen 1905. Hans bana i Intendenturkåren inleddes med att han 1910 avlade  intendentsexamen och i slutet av samma år utsågs till intendent, vilket motsvarade kaptens grad i armén. Stanler var vid det tillfället Sveriges till tjänsteåren yngste intendent. I en notis i Svenska Dagbladet angavs att "det torde få anses synnerligen snabbt att vid så unga år och efter så kort tjänstetid ha nått kaptens rang och aflöning". Han befordrades till överstelöjtnant i 1930. 
Stanler var regementsintendent vid Västernorrlands regemente 1910–1913, regementsintendent vid Upplands regemente 1913-1917, chef för Arméns centrala beklädnadsverkstad 1920–1927, stabsintendent vid Östra brigaden 1928–1930, fördelningsintendent vid Östra arméfördelningen 1930–1935 och chef för Arméns intendenturförråd i Stockholm 1935–1939. Han tjänstgjorde 1940–1941 under olika perioder som tjänsteförrättande chef för Arméns intendenturförråd i Karlsborg, som militärområdesintendent vid Norra militärområdet och som militärområdesintendent vid Södra militärområdet. Stanler blev riddare av Svärdsorden 1926 och av Vasaorden 1927. Han tilldelades Arméns skyttemedalj och var även riddare av Finlands Vita Ros’ orden.
Utöver militärtjänstgöringen var Stanler delägare och verkställande direktör i Svenska fruktföreningen 1920–1952 och verkställande direktör i Sätra bruksaktiebolag 1935-1959. 
Han var ledamot av direktionen för Allmänna Barnhuset i Stockholm 1921–1945 och ordförande i styrelsen för Svenska fruktindustriförbundet 1941–1955. 
Stanler var delaktig i bildandet av Urshults idrottsförening 1927. Han var medlem i Svenska Frimurare Orden samt i Timmermansorden. Stanler tilldelades 1962 Skogssällskapets förtjänstplakett med inskriptionen "För främjande av Skogssällskapets verksamhet". 
Han skrev även ett flertal böcker inom bland annat kosthållning, fruktodling och arméns beklädnad.

### Familj
Stanler var son till gästgivaren och hemmansägaren Nils Peter Johansson (1853–1895) och Malena Johansdotter (1863–1938). Han hade åtta syskon men endast fyra av dem levde till vuxen ålder. 
Stanler gifte sig 1909 med Sigrid Stanler, född Lindebäck. De var föräldrar till fyra barn där dottern Gudrun Hansson var gift med Bror Hansson. 
Eftersom Nils Peter Johansson dog i relativt ung ålder  gifte Malena Johansdotter om sig med Arvid Wilhelm Svensson 1899. De var föräldrar till Helena (Lena) Svensson, gift med Axel Wahlsteen.